# VII Cumbre de Unasur
La VII Cumbre de Unasur fue el séptimo encuentro de Jefes y Jefas de Estado de América del Sur, celebrado en Paramaribo, Surinam, el 30 de agosto de 2013.
A la cumbre no asistió el presidente colombiano Juan Manuel Santos por el paro agrario que ocurría en ese país. La reunión trató sobre si apoyar o no la intervención en Siria y la reincorporación de Paraguay.
- Datos: Q21546267
- Multimedia: 2013 South American Summit / Q21546267